# Годзеше-Вельке (гмина)
Годзеше-Вельке (пол. Godziesze Wielkie) — сельская гмина (волость) в Польше, входит как административная единица в Калишский повет, Великопольское воеводство. Население — 8226 человек (на 2004 год).

## Сельские округа
1. Балдонь
2. Бяла
3. Борек
4. Годзеше-Мале
5. Годзеше-Вельке
6. Годзешки
7. Юзефув
8. Нова-Какава
9. Стара-Какава
10. Компе
11. Какава-Колёня
12. Коньска-Весь
13. Кшемёнка
14. Рафалув
15. Сачин
16. Скшатки
17. Стобно
18. Такомысле
19. Воля-Дрошевска
20. Волица
21. Задовице
22. Зайёнчки-Банкове
23. Жыдув

## Соседние гмины
1. Гмина Бжезины
2. Калиш
3. Гмина Нове-Скальмежице
4. Гмина Опатувек
5. Гмина Серошевице
6. Гмина Щитники